# Joseph Derska
Johann Joseph Derska (* 24. Januar 1808 als Johann Joseph Drška; † 27. Dezember 1847 in Kassel) war ein deutschböhmischer Sänger (Tenor).

## Leben und Wirken
Er stammte aus dem Königreich Böhmen. Als Erster Tenor trat er ab 1829 in der Landeshauptstadt Prag auf, bevor er 1834 sich im Königreich Sachsen niederließ und fortan in Dresden wirkte. Nach einem Gastspiel blieb er bis zu seinem frühen Tod als Sänger in Kassel.